# Walki pod Saint-Hilaire-le-Grand
Walki pod Saint-Hilaire-le-Grand – walki stoczone w dniu 25 lipca 1918 r. przez 1 Pułk Strzelców Polskich w rejonie Szampania-Ardeny w departamencie Marna we Francji przeciwko oddziałom niemieckim, na froncie francusko – niemieckim w I wojnie światowej.
Po rozformowaniu Legionu Bajończyków i Legionu Ruelczyków w 1915 r. do roku 1917, pomimo wysiłków polskich środowisk niepodległościowych, inicjatywa utworzenia Armii Polskiej na Zachodzie napotykała trudności. We Francji liczono się z negatywnym stanowiskiem Rosji. Stany Zjednoczone zaś jako państwo neutralne nie chciało się angażować w żadne inicjatywy werbunkowe. Sytuacja zmieniła się wiosną 1917 r. po rewolucji lutowej w Rosji, kiedy to państwa Ententy nie obawiały się Rosji, ani nie liczyły na jej udział w wojnie. Wskutek zabiegów środowisk polskich, w tym Komitetu Narodowego Polskiego i Komitetu Wolontariuszy Polskich prezydent Francji Raymond Poincare wydał 4 czerwca 1917 r. dekret o powołaniu Armii Polskiej we Francji.
Akcję werbunkową oparto na polskiej emigracji we Francji, Stanach Zjednoczonych, Brazylii i jeńcach polskich z armii austriackiej
i niemieckiej. W grudniu do Francji dotarła pierwsza grupa ochotników zza oceanu, a już 10 stycznia 1918 r. 1 Pułk Strzelców rozpoczął organizację i szkolenie. Wiosna rozpoczęto formowanie kolejnych pułków. W czerwcu utworzono 1 Dywizję Strzelców Polskich. W lipcu dywizja liczyła ponad 10 tys. żołnierzy i oficerów.
4 października na czele Armii stanął gen. Józef Haller, przybyły z Rosji.
W miarę formowania i szkolenia poszczególne oddziały Armii wysyłano na różne odcinki frontu w Wogezach i Szampanii. W lipcu 1918 r. do walki w okolicach Reims, a następnie pod Saint-Hilaire-le-Grand skierowano 1 Pułk Strzelców, szwadron szwoleżerów i kompanię saperów. Na tym odcinku 5 lipca Polacy zdobyli uznanie świetnie wykonanym natarciem na pozycje Bois de Requete. W walkach wzięto do niewoli 120 jeńców i zdobyto 12 ciężkich karabinów maszynowych.
Niedługo po bitwie 1 Pułk Strzelców dołączono do 2 i 3 Pułku Strzelców, zgrupowując w ramach 1 Dywizji Strzelców, której powierzono odcinek Rambervillers -Roan – L’Etape.
1 Dywizja Strzelców była przewidziana do zajęcia Saarbrücken w listopadzie 1918 r. Na datę rozpoczęcia natarcia wyznaczono wieczór 11 listopada 1918 r. Kilka godzin wcześniej skończyła się I wojna światowa.
W kwietniu i maju 1919 r. oddziały Armii Polskiej we Francji przybyły do kraju, gdzie odegrały znaczącą rolę na frontach wojny polsko-ukraińskiej i wojny polsko-bolszewickiej.
Walki o Saint-Hilaire-le-Grand zostały upamiętnione na Grobie Nieznanego Żołnierza w Warszawie, napisem na jednej z tablic w czasie II RP i po 1990 roku: „St. Hilaire le Gd koło Reims 25 VII 1918”.